# Marguerite Sechehaye
Marguerite Sechehaye (née en 1887 - morte en 1964 à Genève) est une psychologue suisse et une psychanalyste de la Société suisse de psychanalyse spécialiste de l'approche psychanalytique de la schizophrénie. 

## Biographie
Après avoir suivi l'enseignement de Ferdinand de Saussure, elle eut une formation psychanalytique avec Raymond de Saussure et participa au développement du mouvement psychanalytique suisse, tout en fréquentant les spécialistes freudiens de l’enfance tels Mélanie Klein, Donald Woods Winnicott, Anna Freud, René Spitz.
Encouragée par Sigmund Freud, elle conçut une méthode nouvelle de traitement de la schizophrénie à partir d'une technique corporelle, la « réalisation symbolique », à laquelle fait référence Claude Lévi-Strauss qui rapproche psychanalyse et chamanisme.
En 1950, elle publie le Journal d'une schizophrène qui associe pour la première fois témoignage de la malade et commentaire du thérapeute. Cet ouvrage fut traduit dans le monde entier et annonce les grandes interrogations de la décennie suivante sur la folie, notamment celles de l’antipsychiatrie.